# Limonius infuscatus
Limonius infuscatus är en skalbaggsart som beskrevs av Victor Ivanovitsch Motschulsky. Limonius infuscatus ingår i släktet Limonius och familjen knäppare. Inga underarter finns listade i Catalogue of Life.